# 韦尔芒多维莱尔
韦尔芒多维莱尔（法語：Vermandovillers）是法国皮卡第大区索姆省的一个市镇，属于佩罗讷区绍讷县。该市镇2009年时的人口为150人。

## 人口
韦尔芒多维莱尔人口变化图示
| 数据来源：INSEE |